# Daniel Malcomes
Daniel Malcomes (* 6. Juni 1809 in Homberg (Efze); † 5. März 1881 ebenda) war ein deutscher Schreinermeister und Mitglied der kurhessischen Ständeversammlung.

## Leben
Daniel Malcomes war in seinem Heimatort als Schreinermeister tätig, hatte einen Sitz im Homberger Stadtrat und war von 1860 bis 1862 Mitglied der Zweiten Kammer der kurhessischen Ständeversammlung.
Diese wurde nach den Unruhen im Jahre 1830 zum Zweck der Beratung und Verabschiedung einer Verfassung gebildet und hatte bis 1866 Bestand, als das Land Hessen durch Preußen annektiert wurde.